# Coris marquesensis
Coris marquesensis är en fiskart som beskrevs av Randall, 1999. Coris marquesensis ingår i släktet Coris och familjen läppfiskar. IUCN kategoriserar arten globalt som livskraftig. Inga underarter finns listade i Catalogue of Life.